# Paula
Paula – żeński odpowiednik imienia Paweł. W staropolskich dokumentach zapisano je około 1265 roku. Imię zyskało większą popularność w latach 80. i 90. XX wieku (pod wpływem języka angielskiego), kiedy liczba bieżących nadań przekroczyła 11 tysięcy. Od niej powstało imię Paulina (obecnie bardziej popularne w Polsce – ma 224 173 nadania), dla której Paula może także służyć jako zdrobnienie. 
Wśród imion nadawanych nowo narodzonym dzieciom, Paula w 2017 r. zajmowała 138. miejsce w grupie imion żeńskich. W styczniu 2025 r. w rejestrze PESEL wykazano 15699 kobiet o imieniu Paula nadanym jako imię pierwsze. Paula jako imię drugie zostało nadane 5 627 razy według danych z 2025 roku.
Paula imieniny obchodzi: 26 stycznia, 3 czerwca, 11 czerwca, 18 czerwca, 18 sierpnia i 24 grudnia.

## Kobiety o imieniu Paula
- Paula Frassinetti – święta z XIX w.
- Paula Rzymianka – święta z IV w.
- Paula Montal – święta z XVIII i XIX w.

- Paola – królowa Belgii
- Paula Abdul – amerykańska piosenkarka, tancerka i choreograf
- Paula Banholzer – przyjaciółka i kochanka pisarza Bertolda Brechta
- Paula Creamer – amerykańska golfistka
- Paula DeAnda – amerykańska wokalistka
- Paula Gunn Allen – amerykańska poetka i pisarka
- Pavla Hamáčková-Rybová (ur. 1978) – czeska lekkoatletka specjalizująca się w skoku o tyczce
- Paula Hawkins – amerykańska polityk
- Paula Hitler – siostra Adolfa Hitlera
- Paula Ivan – rumuńska lekkoatletka
- Paula Karpinski – niemiecka działaczka polityczna
- Paula Modersohn-Becker – niemiecka malarka
- Paula Pareto – argentyńska judoczka
- Paula Radcliffe – brytyjska lekkoatletka
- Paula Rego – portugalska malarka i ilustratorka
- Paula Vesala – fińska wokalistka
- Paula-Mae Weekes – trynidadzko-tobagijska polityk, prezydent kraju.